# 政治服装

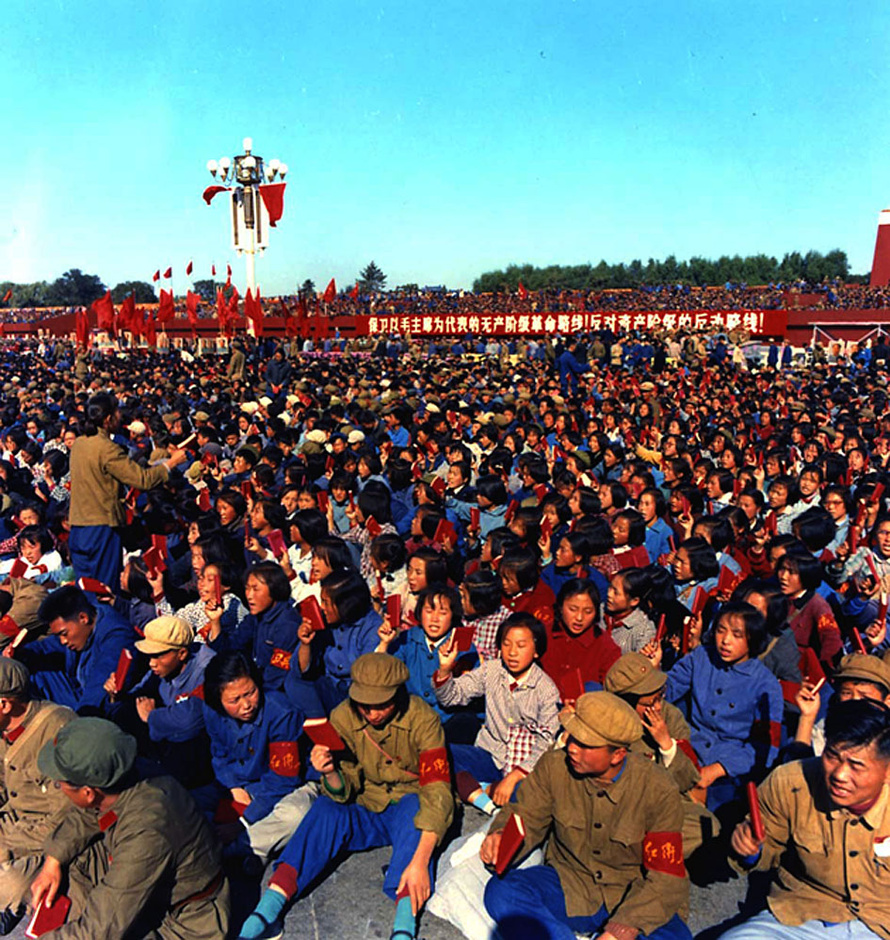
中华人民共和国文革时期，民众的着装颜色主要是绿、灰、黑和蓝色，款式主要有绿军装、中山装、工人装、列宁装和红卫装，模仿军人、干部和工人的服饰；红卫兵戴上解放帽、解放鞋、红袖章和毛主席徽章，朗读学习红宝书

政治制服是指用于象征特定政治运动、政党或政治团体的标准化服装。参与成员穿着制服的目的，是为了在游行和示威中表达忠诚、团结和身份认同。这类制服往往与激进政治有关，并具有明确的象征意义，且可能伴随强烈的政治行动或宣传目的，通常是极右翼或极左翼的政治信仰，也可以用来暗示准军事类型的组织。历史上有些政权通过政治制服，塑造社团成员的集体形象，例如：意大利法西斯政权的黑衫军、德国纳粹政权的褐衫军。
有些国家立法禁止穿着政治制服，例如：1932年德国通过法案，禁止穿着带有政治信息的制服； 1933年至2002年期间，瑞典禁止穿着政治制服，这项法律是为防止纳粹团体而制定。 英国为控制1930年代不列颠法西斯联盟的极端政治运动，而通过《1936年公共秩序法》禁止在游行期间穿着政治制服。立法禁止穿着政治制服的尝试很难实施，因为难以定义什么是政治制服，也难以确定哪些团体对公共秩序构成威胁。 2015年1月，英国第一党领袖保罗·戈尔丁因穿着政治制服被判有罪；2016年11月下旬，英国第一党副领袖杰达·弗兰森因穿着政治制服被判有罪。

## 列表
知名的制服政治团体包括：

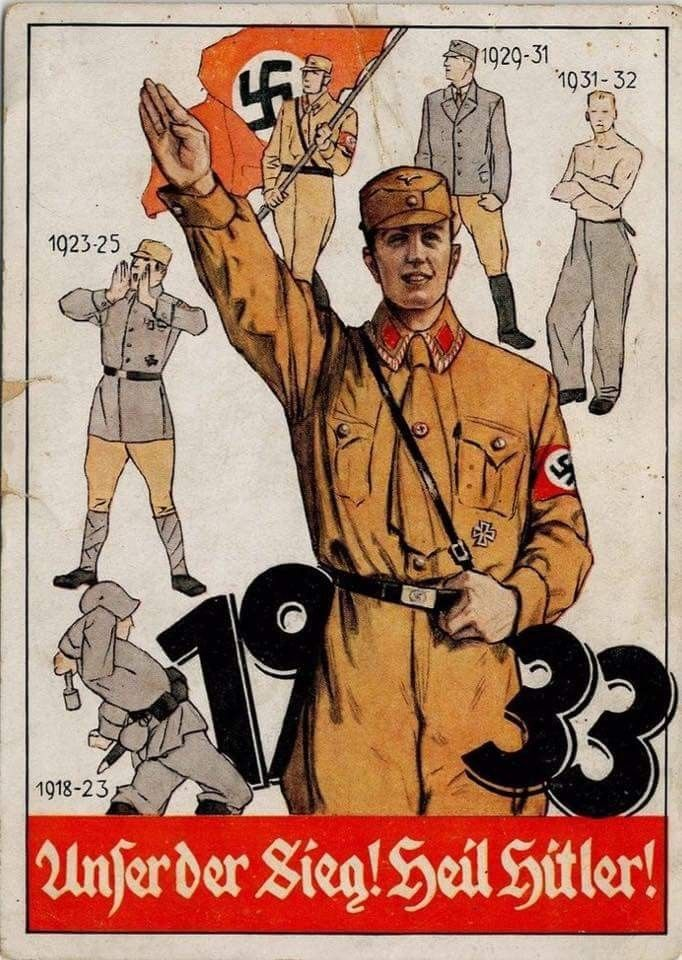
这张宣传海报展示一战后自由军团运动期间、1923—25年党内禁令期间、1930—31年制服禁令期间、1933年希特勒崛起期间的冲锋队制服，冲锋队是德国纳粹党的准军事组织，成员因其政党的Uniforms and insignia of the Sturmabteilung而被称为“褐衫军”

- 中国共产党党员穿着绿军装或更为正式的中山装
- 德国纳粹党的冲锋队，通称“褐衫军”

黑衫
- 意大利黑衫軍，意大利法西斯准军事组织
- 不列顛法西斯聯盟，1930年代英国的法西斯政党
- 爱国人民运动，芬兰的民族主义政党
- 印度黑衫军（英语：Blackshirts (India)），印度无神论组织
- 人民协会—金色黎明，希腊新納粹主義政党
- 反對逃犯條例修訂草案運動，香港公民社会运动

蓝衫
- 藍衫黨，1932年由埃恩·奥杜菲成立的爱尔兰政治组织
- 英国法西斯组织（英语：British Fascists），英国第一个公开宣称法西斯主义的政治组织
- 蓝衣社，中国国民党内部的秘密组织
- 国家工团主义运动（英语：National Syndicalists (Portugal)），葡萄牙的政治运动
- 长枪党民兵（英语：Falange Militia），西班牙长枪党的准军事组织
- 民族团结党（英语：National Unity Party (Canada)），加拿大极右翼政党

绿衫
- 社会信用党（英语：Green Shirt Movement for Social Credit），英国政党
- 铁卫团，罗马尼亚极右翼政治运动
- 绿衫军（英语：Greenshirts (National Corporate Party)），爱尔兰国家社团党（英语：National Corporate Party）的侧翼组织
- 匈牙利国家社会党（英语：Hungarian National Socialist Party）
- 巴西整合运动
- 南斯拉夫激進聯盟

红衫
- 意大利红衫军，意大利民族统一组织
- 保加利亚民族进步战士联盟（英语：Ratniks），保加利亚国家社会主义组织
- 美国红衫军，美国南部白人至上主义组织
- 墨西哥红衫军（英语：Red Shirts (Mexico)），墨西哥无神论准军事组织
- 反獨裁民主聯盟，泰国支持前首相塔信的政治组织
- 经济自由斗士，南非左翼政党
- 马来西亚红衫军，马来西亚政客嘉玛尤诺斯发起的反净选盟集会运动
- 百萬人民倒扁運動，台湾民主进步党前主席施明德发起的政治诉求运动

黄衫
- 黄衫军，泰国反对前首相塔信的政治组织
- 干净与公平选举联盟，马来西亚公民社会运动联盟

白衫
- 人民行动党，新加坡政党
- 自由秘鲁，秘鲁马克思主义政党
- 白衣社（英语：White Shirts Society），韩国秘密法西斯恐怖组织
- 白衣公民運動，台湾公民1985行動聯盟发起的游行活动
- 元朗白衣人，香港7‧21反送中运动期间，袭击民众以及反修例示威者的亲中派持械团体

其他
- 金衫军（英语：Gold shirts），墨西哥法西斯运动
- 灰衫军（英语：Greyshirts），南非纳粹组织
- 灰色防卫旅，弗拉芒民族联盟的准军事组织，1940年代成立荷兰民兵—黑色旅（荷兰语：Dietsche Militie - Zwarte Brigade）的前身
- 美国银色军团，美国法西斯组织
- 布加洛运动，美国极右翼组织

政治制服有时以头饰的形式出现
- 红扁帽（英语：Red beret），西班牙卡洛斯主义的标志
- 臨時愛爾蘭共和軍和新芬黨，爱尔兰统一组织成员佩戴黑色贝雷帽（英语：black beret）或巴拉克拉瓦头套以示匿名
- 埃塔，巴斯克分离主义组织穿戴黑色贝雷帽
- 黑豹党，非裔美国认组成的黑人民族主义组织
- 青年行动（法语：Junge Tat），瑞士新纳粹团体成员佩戴绿色的巴拉克拉瓦头套，上面有巨大的Tiwaz（英语：Tiwaz (rune)）符文[5][6]
- 核武之师，美国新纳粹组织成员佩戴骷髅头面具颈套或巴拉克拉瓦头套，[7][8] 其他新纳粹组织（如The Base）、激进极右翼和新法西斯主义支持者，也采用这种标志性的面罩[9]

其他制服运动
- 黑绶带（英语：Black Sash），南非白人妇女的非暴力反种族隔离组织
- 三K党，美国白人至上主义运动
- 英国第一党（英语：Britain First），英国身穿绿色夹克、头戴平顶帽的极右翼团体
- 伊斯兰之果（英语：Fruit of Islam），美国伊斯兰民族的准军事分支
- 棕色贝雷帽（英语：Brown Berets），西班牙亲奇卡诺准军事组织
- 黃背心運動，2018年法国发起的民粹主义政治运动
- 阿非利卡人抵抗运动，南非新纳粹阿非利卡民族主义政治组织

一些政治运动的青年分支穿着制服
- 希特拉青年團，德国纳粹党青年翼组织
- 意大利青年刀斧手，意大利国家法西斯党青年组织
- 全联盟列宁主义青年共产主义联盟，苏联青年组织
- 国际猎鹰运动—社会主义教育国际在世界各地有许多分支机构，其中一些分支机构有制服，并与政党有不同程度的联系，瑞典分支机构Unga Örnar（瑞典语：Unga Örnar）（少年鹰）一直穿着制服，直到1933年瑞典社会民主工人党禁止穿制服，导致他们与该党分裂；奥地利分支与奥地利社会民主党保持联系，穿着蓝色制服并系红领带
- 自由德国青年，德意志民主共和国青年组织
- 潘查希拉青年团，印度尼西亚青年组织